# Vesela Dacea, Șîroke
Vesela Dacea (în ucraineană Весела Дача) este un sat în comuna Ceapaievka din raionul Șîroke, regiunea Dnipropetrovsk, Ucraina.

## Demografie
Componența lingvistică a localității Vesela Dacea
     Ucraineană (92,24%)
     Rusă (6,9%)
     Alte limbi (0,86%)
Conform recensământului din 2001, majoritatea populației localității Vesela Dacea era vorbitoare de ucraineană (92,24%), existând în minoritate și vorbitori de rusă (6,9%).